# Lepthyphantes venereus
Lepthyphantes venereus är en spindelart som beskrevs av Simon 1913. Lepthyphantes venereus ingår i släktet Lepthyphantes och familjen täckvävarspindlar.
Artens utbredningsområde är Algeriet. Inga underarter finns listade i Catalogue of Life.